# NGC 7445
NGC 7445 ist eine elliptische Galaxie vom Hubble-Typ E-S0 im Sternbild Andromeda am Nordsternhimmel. Sie ist schätzungsweise 237 Millionen Lichtjahre von der Milchstraße entfernt.
Das Objekt wurde am 23. Oktober 1878 von dem Astronomen Édouard Stephan entdeckt.